# Nuria Belén Salido Reyes
Nuria Belén Salido Reyes (Alacant) és una exgimnasta rítmica valenciana que va ser component de la selecció espanyola en modalitat individual. Va ser campiona d'Espanya en la categoria infantil en 1981 i d'honor en 1985. És germana de la també exgimnasta rítmica Jéssica Salido.
Es va iniciar en el Club Atlético Montemar d'Alacant. En 1980 va ser 4ª en la 3ª categoria del Campionat d'Espanya Individual, celebrat a Alacant. En 1981, va ser campiona d'Espanya infantil en el Campionat d'Espanya Individual, disputat a Pamplona. El 1985 va ser convocada per Emilia Boneva per formar part de la selecció nacional de gimnàstica rítmica d'Espanya en modalitat individual. Aquest mateix any va ser 10ª en la I Copa Internacional Ciutat de Barcelona i gimnasta suplent en el Campionat Mundial de Valladolid. Al desembre de 1985, amb sols 13 anys, va ser campiona d'Espanya en categoria d'honor a Cadis. En 1986 va participar en la II Copa Internacional Ciutat de Barcelona, sent 7ª, el torneig de Maco de Compostel·la (Filipines), aconseguint la 6a plaça, i en el de Corbeil-Essonnes (França), on va ser 29a.
Després de la seua retirada, es va formar com a Entrenadora Nacional de Gimnàstica Rítmica, Diplomada en Magisteri (especialitat d'Educació Física) i TAFAE (Tècnica en Activitats Físiques i Animació Esportiva). Com a entrenadora de gimnàstica rítmica, ha treballat en el Club Atlético Montemar, en diferents col·legis alacantins i en el Patronat Municipal d'Esports d'Alacant. A més, ha estat entrenadora de l'equip nacional júnior de gimnàstica rítmica per a 4 Campionats d'Europa. En el Club Atlètic Montemar ha dirigit a gimnastes com Jennifer Colino, Marta Linares o Isabel Pagán. En l'actualitat segueix sent entrenadora en el Club Montemar, del que és directora tècnica la seua germana Jéssica. Amb ell ha aconseguit nombroses medalles a nivell provincial, autonòmic i nacional.
El 1985 obtingué el premi a la Millor Esportista Femenina de 1985 en els Premis Esportius Provincials de la Diputació d'Alacant (1986).